# Sigillina magalhaensis
Sigillina magalhaensis är en sjöpungsart som först beskrevs av Wilhelm Michaelsen 1907.  Sigillina magalhaensis ingår i släktet Sigillina och familjen Holozoidae.
Artens utbredningsområde är Södra Ishavet. Inga underarter finns listade i Catalogue of Life.